# Andy Bishop (wielrenner)
Andy Bishop (Tucson, 26 mei 1965) is een voormalig Amerikaans wielrenner.

## Belangrijkste overwinningen
1987
- Ronde van de Gila

1989
- 4e etappe Ronde van Mexico
- 6e etappe Ronde van Mexico

1990
- 7e etappe Trump Tour

1995
- 6e etappe Herald Sun Tour
- Eindklassement Herald Sun Tour

1996
- 6e etappe deel B Herald Sun Tour

## Resultaten in voornaamste wedstrijden
| Jaar | Ronde van Italië | Ronde van Frankrijk | Ronde van Spanje |
| ---- | ---------------- | ------------------- | ---------------- |
| 1988 |                  | 135e                |                  |
| 1989 |                  |                     |                  |
| 1990 | 80e              | 116e                |                  |
| 1991 |                  | 126e                |                  |
| 1992 |                  | buiten tijd         |                  |
| 1993 |                  |                     |                  |

| Jaar | Milaan-San Remo | Gent-Wevelgem | Ronde van Vlaanderen | Parijs-Roubaix | Amstel Gold Race | Ronde van Lombardije | Parijs-Brussel |  | WK op de weg |
| ---- | --------------- | ------------- | -------------------- | -------------- | ---------------- | -------------------- | -------------- |  | ------------ |
| 1988 |                 |               |                      |                |                  |                      |                |  |              |
| 1989 |                 |               |                      |                |                  |                      | 54e            |  |              |
| 1990 |                 |               |                      |                |                  |                      | 34e            |  |              |
| 1991 | 98e             | 97e           |                      | 48e            | 54e              |                      | 119e           |  |              |
| 1992 |                 | 115e          | 111e                 | 64e            |                  | 25e                  | 38e            |  |              |
| 1993 | 163e            |               |                      |                | 48e              |                      | 29e            |  | 56e          |